# Kristian Sandfeld
Jens Kristian Sandfeld Jensen (Vejle, 17 de enero de 1873 - 22 de octubre de 1942) fue un lingüista danés.

## Biografía
Kristian Sandfeld se graduó de la escuela secundaria en Vejle en 1871 y luego estudió en Copenhague con Vilhelm Thomsen y Kristoffer Nyrop.
Estudiante en 1891, candidatus magisterii en 1898 y doctor philosophiae en 1900 con filología rumana.
Empleado en 1905 por la Universidad de Copenhague como profesor asociado en lenguas románicas y fue designado en 1914 como profesor titular; fue admitido en la Real Academia Danesa de Ciencias y Letras. 
Sandfeld fue un excelente representante de la lingüística romance; practicó todas las lenguas romances, en particular el idioma rumano, y el estudio de este idioma lo llevó a la llamada filología balcánica, por la cual también se familiarizó con el idioma albanés, el idioma griego moderno, las lenguas eslavas, etc. Hay que añadir que también practicaba en gran medida la filología danesa, así como tenía un amplio conocimiento de todas las cuestiones relativas a la lingüística general. 
De sus obras, todas las cuales muestran una aguda capacidad de observación y una íntima comprensión de fenómenos particularmente sintácticos, cabe destacar las siguientes: Rumænske Studier,I,Infinitiv i Rumænsk,Balkansprogene (tesis doctoral, 1900), Bisætterne i moderne Fransk (1909), Sprogvidenskaben (1913, 2ª edición de 1923), además escribió diccionarios extremadamente cuidadosos, con una revisión histórica lingüística, para algunos textos daneses más antiguos: Philippe de Commines Memoirer (1919) y Herman Weigeres Rævebog (1923).

## Publicaciones
- Molière og hans modstandere 1662–1664, Copenhague, 1893 (Molière y sus oponentes 1662-1664).
- Nationalfølelsen og sproget, Copenhague, 1910 (El sentimiento nacional y el idioma).
- Sprogvidenskaben. En kortfattet fremstilling af dens metoder og resultater, Copenhague, 1913, 2ª Edición, 1923 (Lingüística. Una breve presentación de sus métodos y resultados).
- Die Sprachwissenschaft, Leipzig/Berlín, 1915, 2ª Edición, 1923 (La lingüística).
- Balkanfilologien. En oversigt over dens resultater og problemer, Copenhague, 1926 (Filología balcánica. Una visión general de sus resultados y problemas).
- Vilhelm Thomsen (25. Januar 1842 – 12. Maj 1927), Copenhague, 1927 (Vilhelm Thomsen (25 de enero de 1842 - 12 de mayo de 1927)).
- Syntaxe du français contemporain (Sintaxis del francés contemporáneo):
  - 1: Les Pronoms, París, 1928 (Los pronombres);
  - 2: Les Propositions subordonnées, París 1936 (Las proposiciones subordinadas);
  - 3: L’Infinitif, Copenhague/París, 1943, 2ª Edición, París/Genf, 1965, 3ª Edición, 1978 (El infinitivo).
- Linguistique balkanique. Problèmes et résultats, París, 1930, 2ª Edición, París, 1968 (Lenguas balcánicas. Problemas y resultados).
- Syntaxe roumaine (Sintaxis rumana, junto con Hedwig Olsen, 1872–1950)
  - 1. Emploi des mots à flexion, París, 1936 (Uso de palabras flexionadas);
  - 2. Les groupes de mots, Copenhague, 1960 (Los grupos de palabras);
  - Structure de la proposition, Copenhague, 1962 (Estructura de la proposición).